# Berkenbrück
Berkenbrück es un municipio situado en el distrito de Oder-Spree, en el estado federado de Brandeburgo (Alemania), a una altitud de 42 metros. Su población a finales de 2016 era de 1000 habs. y su densidad poblacional, 50 hab/km².